# 紀元前834年
紀元前834年（きげんぜん834ねん）は、西暦による年。

## 他の紀年法
- 干支 : 丁卯
- 中国
  - 周 - 共和8年
  - 魯 - 真公22年
  - 斉 - 武公17年
  - 晋 - 釐侯7年
  - 秦 - 秦仲11年
  - 楚 - 熊厳4年
  - 宋 - 釐公25年
  - 衛 - 釐侯21年
  - 陳 - 幽公21年
  - 蔡 - 夷侯4年
  - 曹 - 幽伯元年
  - 燕 - 恵侯31年
- 朝鮮
  - 檀紀1500年
- ユダヤ暦 : 2927年 - 2928年
- アッシリア暦 : 3917年
- 人類紀元 : 9167年